# Bohaterki Pacyfiku
Bohaterki Pacyfiku (ang. So Proudly We Hail!) – amerykański film wojenny z 1943 roku w reżyserii Marka Sandricha. Obraz uzyskał cztery nominacje do Oscara.

## Obsada
- Claudette Colbert – porucznik Janet "Davy" Davidson
- Paulette Goddard – porucznik Joan O’Doul
- Veronica Lake – porucznik. Olivia D’Arcy
- George Reeves – porucznik John Summers
- Cora Witherspoon – pani Burns-Norvell
- Barbara Britton – porucznik Rosemary Larson
- Walter Abel – Chaplain
- Sonny Tufts – Kansas
- Mary Servoss – kapitan "Ma" McGregor
- Ted Hecht - doktor Jose Bardia
- John Litel – doktor Harrison
- Dr. Hugh Ho Chang - Ling Chee
- Mary Treen – porucznik Sadie Schwartz
- Kitty Kelly – porucznik Ethel Armstrong
- Helen Lynd - porucznik Elsie Bollenbacher
- Lorna Gray – porucznik Tony Dacolli

## Nagrody i wyróżnienia[2]
Film był nominowany do Oscara w czterech kategoriach:
- Najlepsza aktorka drugoplanowa - Paulette Goddard
- Najlepszy scenariusz oryginalny - Allan Scott
- Najlepsze efekty specjalne - Farciot Edouart, Gordon Jennings i George Dutton
- Najlepsze zdjęcia - filmy czarno-białe - Charles Lang